# Habitat 67
Habitat 67 è un complesso edilizio sulle rive del fiume San Lorenzo a Montréal. Il progetto fu ideato dall'architetto Moshe Safdie partendo dalla sua tesi di laurea e fu realizzato in occasione dell'Expo 1967.

## L'evoluzione del progetto. Quello iniziale:Habitat, 1964
Inizialmente Habitat venne concepito come un settore di città in cui i servizi residenziali, commerciali e istituzionali fossero integrati all'interno di un unico complesso architettonico, una revisione critica e radicale delle comuni condizioni urbane. Estese superfici inclinate, simili a pendii di colline, formano l'elemento residenziale, dotato di vista sull'esterno sgombra da ostruzione ed esposte alla luce. Nel semiinterrato, parzialmente coperto, erano previsti parcheggi, servizi di trasporto, negozi, scuole, spazi per uffici e una grande rete di parchi che collegasse al resto della città. L'abitazione è formata da una serie di membrane romboidali rivolte verso su-est o sud-ovest, che poggiano su grandi sostegni a forma piramidale alloggianti gli ascensori inclinati e le scale antincendio. Ogni tre piani una via pedonale orizzontale funge da corridoio esterno. La struttura della via pedonale è un reticolo spaziale di forma quadrata, all'interno del quale passano i condotti meccanici e le canaline elettriche, distribuiti orizzontalmente su entrambi i lati. La membrana delle abitazioni è composta da scatole di cemento prefabbricate disposte in modo da creare una formazione a spirale, che permette di avere giardini sul tetto in ogni modulo abitativo. Le strutture di sostegno piramidali sono distanziate in modo da lasciar passare aria e luce nelle aree pubbliche sottostanti; la luce e l'aria passano anche attraverso vani vuoti posti fra i gruppi di unità abitative disposte a spirale. Ogni elemento è parte integrante dell'intera struttura. Le scatole di cemento modulare scaricano sforzi verticali sul terreno le travi orizzontali che sostengono le strade possono resistere ai carichi orizzontali del vento e delle onde telluriche, ma in realtà poggiano su scatole che sostengono i pesi verticali. Le intelaiature piramidali sono come enormi strutture ad arco, con i vani dell'ascensore che fungono da falange di compressione, mentre le trombe delle scale sono falange di tensione. Le gambe alla base della struttura piramidale sono fissate a funi di tensione sotterranee che controbilanciano le forze orizzontali. La struttura piramidale ospita i servizi pubblici a livello terra. La proposta originale era costituita da un settore di dodici piani e da uno di ventidue, per un totale di 1200 unità abitative, un hotel da 350 camere, due scuole e un'area commerciale. Al complesso erano annessi rampe circolari per le automobili, parcheggi disposti su vari piani, negozi e uffici sui piani superiori, una linea di trasporto pubblico transitante attraverso il centro di Habitat che serviva le strutture piramidali con gli ascensori che corrono al loro interno. Un insieme di vie pedonali a zig-zag copriva tutta l'area interna del complesso. In questo primo progetto, i residenti potevano uscire da casa e utilizzare le strade pedonali, gli ascensori inclinati e le aree pubbliche restando all'interno del complesso. La proposta fu presentata al Governo canadese per essere approvata come mostra principale all'Expo 1967. Il Governo decise di costruire solo una piccola parte del progetto: 158 unità abitative all'interno di un settore da 12 piani. Così fu riprogettato e denominato Habitat 67.

## Il progetto costruito:Habitat 67(1964-1967)

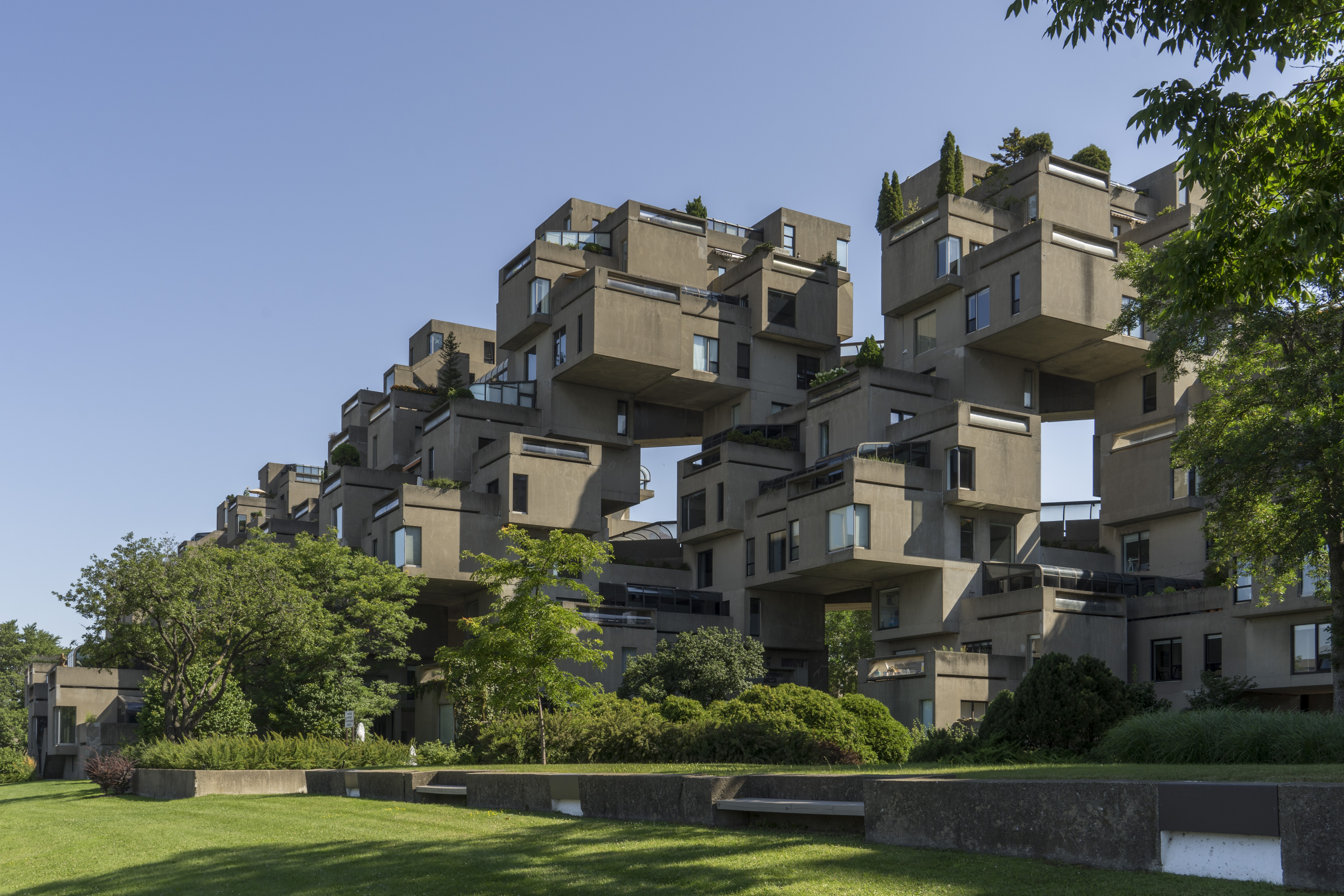

Habitat fu la più grande mostra a tema dell'Esposizione Mondiale di Montreal del 1967. Realizzato come semplice dimostrazione, il progetto era all'avanguardia nella progettazione e costruzione di edilizia prefabbricata. Come edificio urbano, Habitat riuniva in sé le funzioni residenziali, commerciali e di servizio, in modo da creare comunità vitali. Inoltre, esso forniva i comfort delle case monofamiliari attraverso un modulo di costruzione adattabile ad aree altamente popolate, contenendo i costi di edificazione. Ogni abitazione all'interno di Habitat è perciò una casa separata, riconoscibile nello spazio, al secondo o al dodicesimo piano. Su ogni livello le case sono servite da strade pedonali esterne che portano ad aree di gioco per i bambini in numerosi luoghi disposti attraverso tutto l'edificio. Il parcheggio per tutti i residenti è coperto, mentre il parcheggio esterno riservato ai visitatori è scoperto. Al piano terra sono collocati numerosi negozi. Le abitazioni vanno da dimore singole da 57 m² a casa da 160 m² con quattro camere da letto. Con vista su tre lati, ognuno dei quindici tipi di case si apre su almeno un grande giardino con vasi e fioriere fornite di sistema di irrigazione poste sul tetto del cubo sottostante. Il raddoppiamento delle pareti, dei soffitti e dei pavimenti nelle abitazioni adiacenti fornisce un adeguato isolamento acustico. Habitat è una struttura spaziale tridimensionale nella quale tutte le parti dell'edificio, unità abitative, vie pedonali e le tre trombe dell'ascensore fungono da elementi portanti. Per creare 158 abitazioni, sono stati assemblati 365 moduli prefabbricati attraverso tiranti cavi e saldature, in modo da formare un sistema continuo a sospensione. Gli elementi interni di ogni unità abitativa venivano prodotti, montati e installati in fabbrica, con bagni formati da una sola unità in fiberglass lucidato, cucine prodotte dall'azienda Frigidaire e serramenti costruite in plastica Geon.